# Storie sulla sabbia

Storie sulla sabbia est un film italien réalisé par Riccardo Fellini en 1962 et sorti en 1963.
Il regroupe trois sketches sur le thème des Italiens moyens.
- 1er sketch : Francesca
- 2e sketch : Anna
- 3e sketch : Lucia

## Synopsis
1. Une journée à la plage,  comme toutes les autres, au milieu des gens ordinaires, pour la petite Francesca, âgée de 4 ans.
2. Un repas de mariage. Un événement exceptionnel pour des gens ordinaires.
3. De riches jeunes blasés passent la soirée dans un village de pêcheurs. La fruste authenticité de gens ordinaires les interpelle. Dans le groupe, Lucia, qui voulait au départ avorter, va changer d'avis...

## Fiche technique
- Titre original : Storie sulla sabbia
- Réalisateur : Riccardo Fellini
- Scénario : Gianfranco Ferrari et Riccardo Fellini, d'après l'histoire de ce dernier
- Pays d’origine :  Italie
- Année de tournage : 1962
- Langue originale : italien
- Producteur : Ugo De Lucia
- Musique : Giovanni Fusco
- Montage : Mario Serandrei
- Société de production : Romor Film
- Sociétés de distribution : Cineriz
- Format : 35 mm — couleur par Eastmancolor - son monophonique
- Durée : 101 minutes
- Visa de censure italien N°39627 du 21 février 1963
- Dates de sortie : Septembre 1963 au Festival de Venise

## Distribution
- Francesca De Seta
- Anna Orso
- Guerini Bonzato
- Patricia Berkel
- Amato Gabotti Cifero (un pêcheur)